# Pan-Car

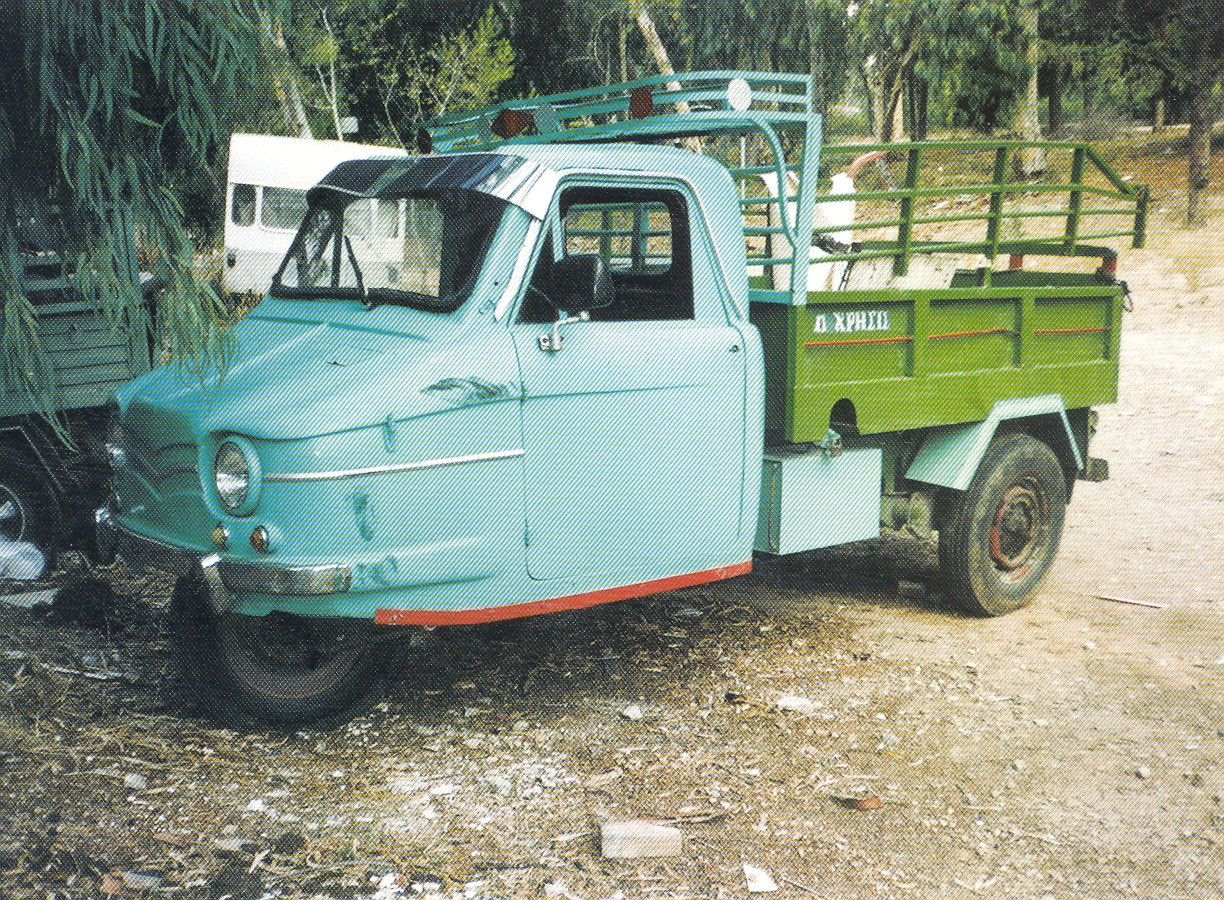
Pan-Car Pritschenwagen von 1968

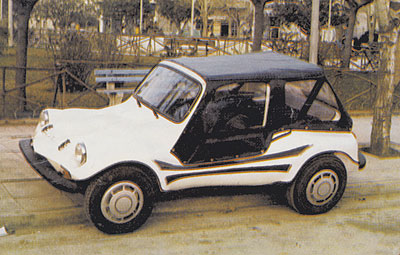
Pan-Car Beach Buggy von 1977

Pan-Car war ein griechischer Hersteller von Automobilen.

## Unternehmensgeschichte
Panayiotis Caravisopoulos gründete 1968 das Unternehmen zur Automobilproduktion. Der Markenname lautete Pan-Car. 1994 endete die Produktion.

## Fahrzeuge
Zunächst stellte das Unternehmen dreirädrige Nutzfahrzeuge her. Das Einzelrad befand sich vorne. 1977 folgte ein Beach Buggy genannter VW-Buggy. Letztes Modell war ein 1992 vorgestellter, leichter Geländewagen. Einbaumotoren von VW sorgten für den Antrieb aller Fahrzeuge.